# 口吉川町桃坂
口吉川町桃坂（くちよかわちょうももざか）は、兵庫県三木市にある大字。旧・美嚢郡口吉川村大字桃坂。郵便番号は673-0736。

## 地理
口吉川地区の西側に位置している。元々は桃坂村と行力村であったが、後に合併して、桃坂になった。由来は桃の畑がある坂の意味である。行力は桃畑の作業者が住んでいたことから名付けられた。東側は口吉川町西中・西側と南側は口吉川町高篠・北側は加東市大畑と接する。

## 歴史
- 1954年6月1日 - 三木市を新設し、三木市口吉川町桃坂になる。

### 字域の変遷
| 実施前                 | 実施年       | 実施後             |
| ---------------------- | ------------ | ------------------ |
| 美嚢郡口吉川村大字桃坂 | 1954年6月1日 | 三木市口吉川町桃坂 |

## 世帯数と人口
2022年（令和4年）2月28日現在の世帯数と人口は以下の通りである。
| 町丁         | 世帯数 | 人口 |
| ------------ | ------ | ---- |
| 口吉川町桃坂 | 37世帯 | 85人 |

## 小・中学校の学区
市立小・中学校に通う場合、学区は以下の通りとなる。
| 番地 | 小学校               | 中学校             |
| ---- | -------------------- | ------------------ |
| 全域 | 三木市立口吉川小学校 | 三木市立星陽中学校 |

## 交通

### 鉄道
地内には鉄道は通っていない。

### バス
- 神姫バス
- みっきぃバス

### 道路

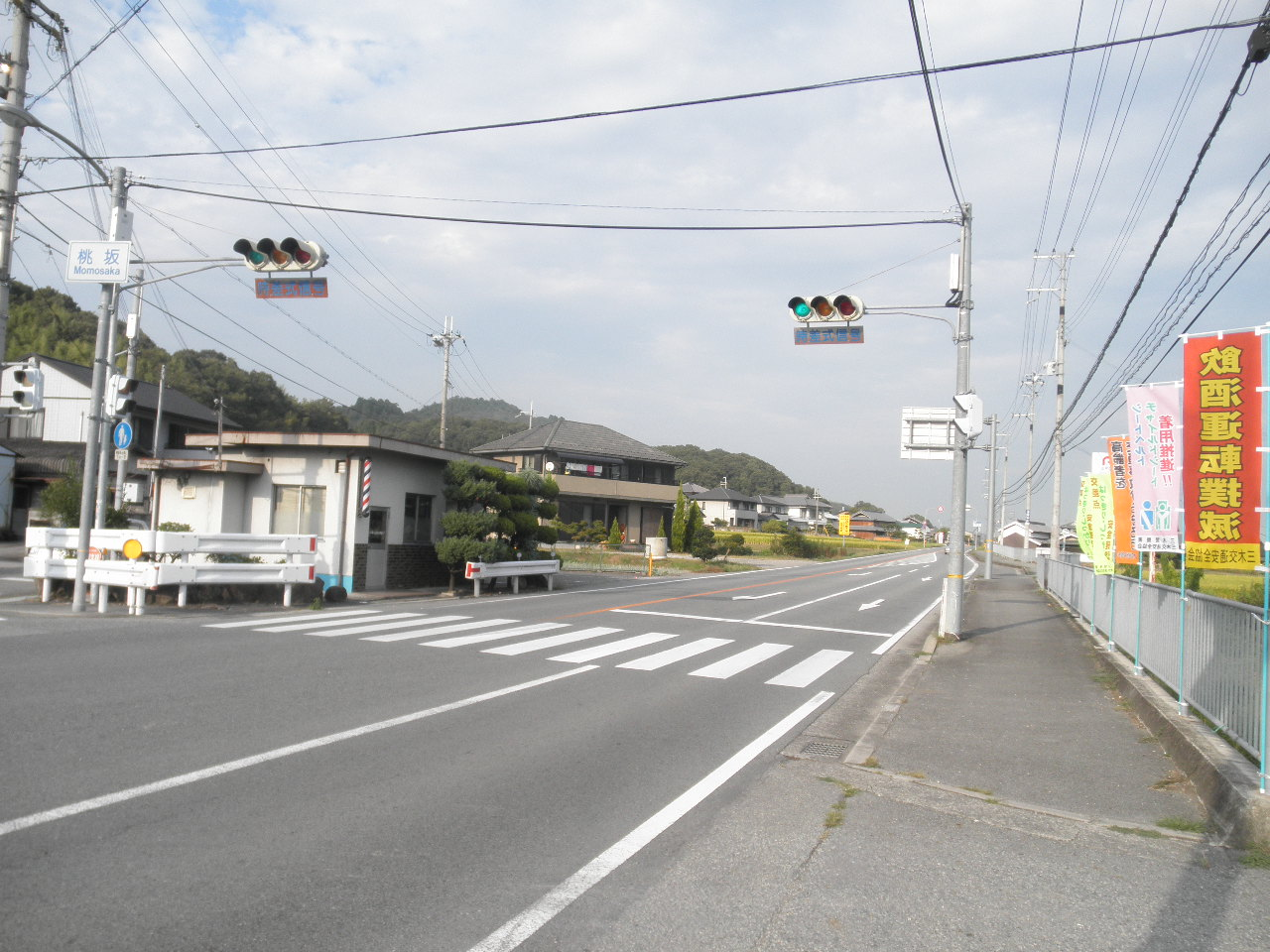
兵庫県道20号加古川三田線
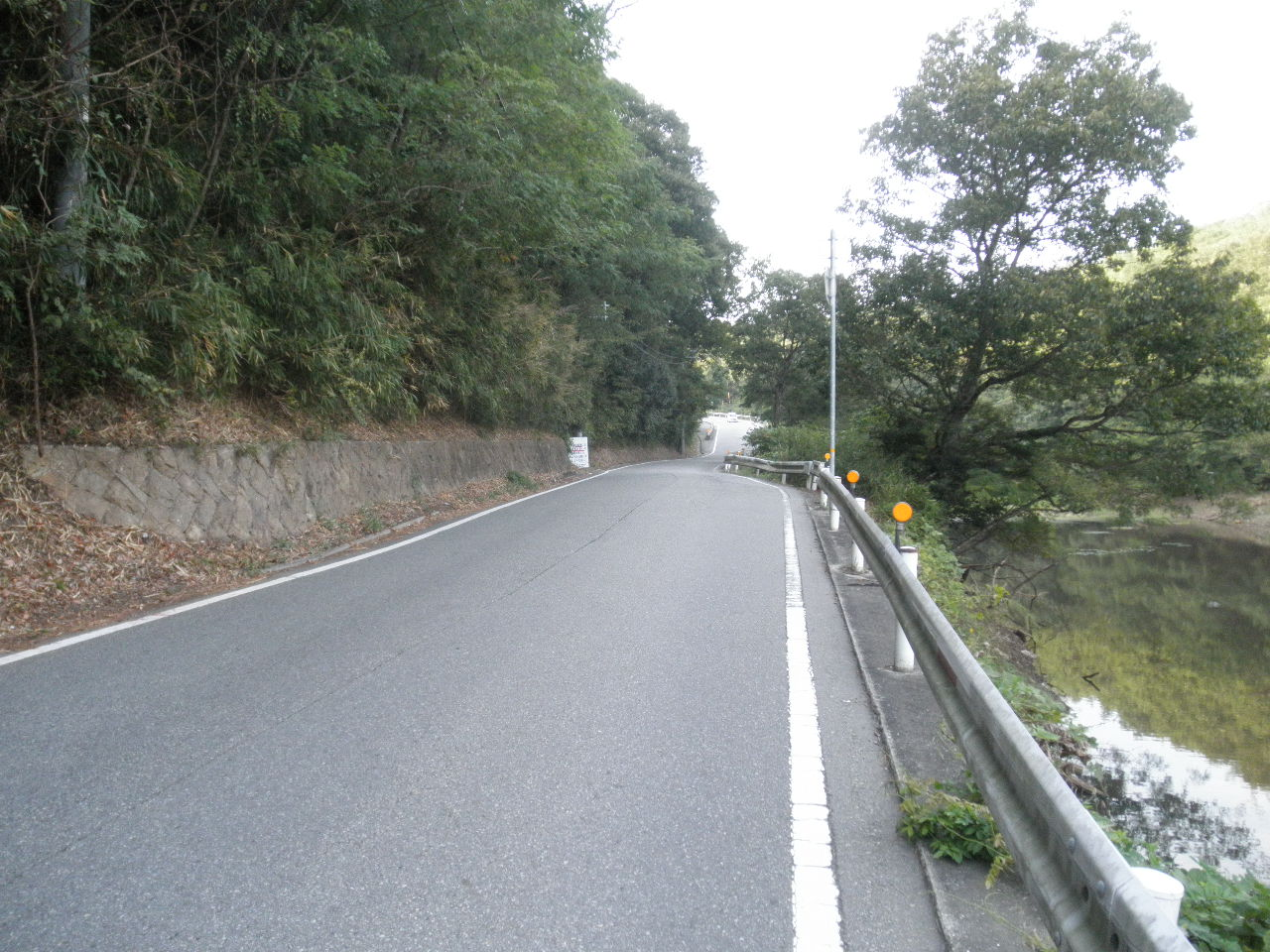
兵庫県道85号神戸加東線

- 兵庫県道20号加古川三田線
- 兵庫県道85号神戸加東線

## 施設
- 桃坂公民館
- 天満宮